# Shoichi Funaki
Shoichi Funaki (* 24. August 1968 in Tokio, Japan) ist ein japanischer Wrestler, der im SmackDown!-Roster der WWE antrat.

## Karriere

### Anfänge
Funaki begann seine Karriere als sogenannter Shootfighter in Yoshiaki Fujiwaras Fujiwara Gumi Promotion und wechselte dann zur erfolgreicheren Promotion BattlARTS. Dort spezialisierte sich Funaki auf den Lucha-Libre-Stil und unterschrieb einen Vertrag bei Michinoku Pro Wrestling (MPW). Hier bildete er zusammen mit Taka Michinoku, Dick Togo, Mens Teioh und Shiryu das Wrestling-Team Kai En Tai. Nach seinem Weggang von MPW war Funaki bei Universal Wrestling Association angestellt und konnte hier konnte den World Middleweight Championship Title gewinnen.

### WWF/WWE
Im März 1998 unterschrieb Funaki bei der damaligen World Wrestling Federation. Dort kam es zu einem Comeback der Kai En Tai. Nachdem Togo und Teioh durch die WWF entlassen wurden, bestand das Team nur noch aus Michinoku und Funaki. Als Michinoku zur ECW wechselte, trat Funaki wieder als Einzelwrestler an. Im Jahre 2000 ließ man ihn in mehreren Auftritten um den Cruiserweight sowie um den Hardcore Title antreten, die er jedoch jeweils nicht gewinnen durfte. 2002 kam er ins SmackDown-Roster, wo er aber fast ausschließlich in der B-Show Heat eingesetzt wurde.
Im Dezember 2004 wurde Shoichi Funaki der Nr.1 Herausforderer auf den WWE Cruiserweight Title. Diesen durfte er am 12. Dezember bei der WWE-Großveranstaltung (PPV) Armaggedon erringen. Aber bereits am 20. Februar 2005 verlor er den Titel an Chavo Guerrero. 2006 hatte er in mehreren Matches erneut Chancen auf den Cuiserweight Title, konnte diesen aber nicht erringen.
Um den Jahreswechsel 2006/2007 war Funaki kurz bei der Puroresu King Indy Summit angestellt, wo es ein erneutes Comeback der Gruppierung Ken En Tai gab. Im Februar 2007 kehrte er zu SmackDown zurück und hatte in der Folgezeit wieder einige Matches, in denen es um den Titel ging. Keines dieser Matches konnte er für sich entscheiden.
Für negative Schlagzeilen sorgte Funaki, als sein Name am 31. August 2007 auf einer Liste von Wrestlern erschien, die Dopingmittel von Signature Pharmacy bezogen haben sollen. Die WWE suspendierte ihn daraufhin für 30 Tage. Seitdem wurde Shoichi Funaki von der WWE nur noch als Jobber benutzt. Das hieß genau, dass Shoichi Funaki keine bedeutende Rolle mehr in den Hauptstorylines und damit im Titelgeschehen spielte.
Im Februar 2008 brach er sich in einem Match das Nasenbein. Seit dem 19. Oktober 2008 tritt er unter dem Namen Kung Fu Naki auf. Infolgedessen hat sich sein Kampfstil maßgeblich verändert, wodurch er nun stärker als zuvor dargestellt wird. Am 23. April 2010 wurde Kung Fu Naki von der WWE entlassen.

### Independent/Asien
Nachdem Funaki entlassen worden war, trat er danach hauptsächlich bei Pro Wrestling ZERO1 auf und ebenso bei Michinoku Pro Wrestling sowie anderen japanischen Wrestling-Promotions auf. Außerdem ist er für die WWE als Road Agent und Scout für den asiatischen Raum zuständig.

## Erfolge

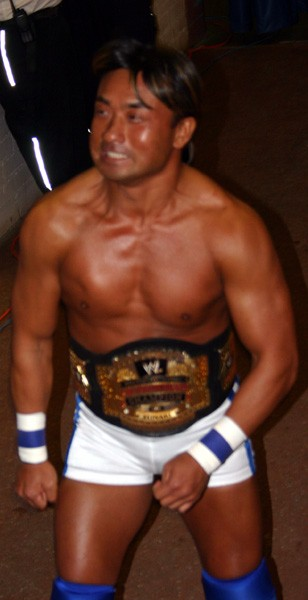
Funaki als Cruiserweight Champion

- World Wrestling Entertainment
1× WWE Cruiserweight Champion
1× WWE Hardcore Champion
- Texas Wrestling Alliance
1× TWA Heavyweight Champion
- Universal Wrestling Association
1× UWA World Middleweight Champion

## Privates
- Shoichi Funaki ist verheiratet und hat zwei Kinder.
- Er ist im realen Leben mit der ehemaligen Wrestlerin Amy Dumas und der WWE-Legende Steve Austin befreundet.